# Филип Дибвиг
Филип Холън Дибвиг (на английски: Philip Hallen Dybvig) е американски икономист.
Роден е на 22 май 1955 година в Гейнсвил, Флорида. През 1976 година получава бакалавърска степен по математика и физика в Университета на Индиана – Блумингтън, а през 1979 година защитава докторат по икономика в Йейлския университет. След това преподава в Принстънския (1980 – 1981) и Йейлския университет (1981 – 1988) и в Университета „Вашингтон“ в Сейнт Луис. Работи главно в областта на финансовата икономика и корпоративното управление, като е съавтор на известния модел на Даймънд – Дибвиг.
През 2022 година получава Нобелова награда за икономика, заедно с Бен Бернанке и Дъглас Даймънд, „за изследвания на банките и финансовите кризи“.